# Affaire Thévenin

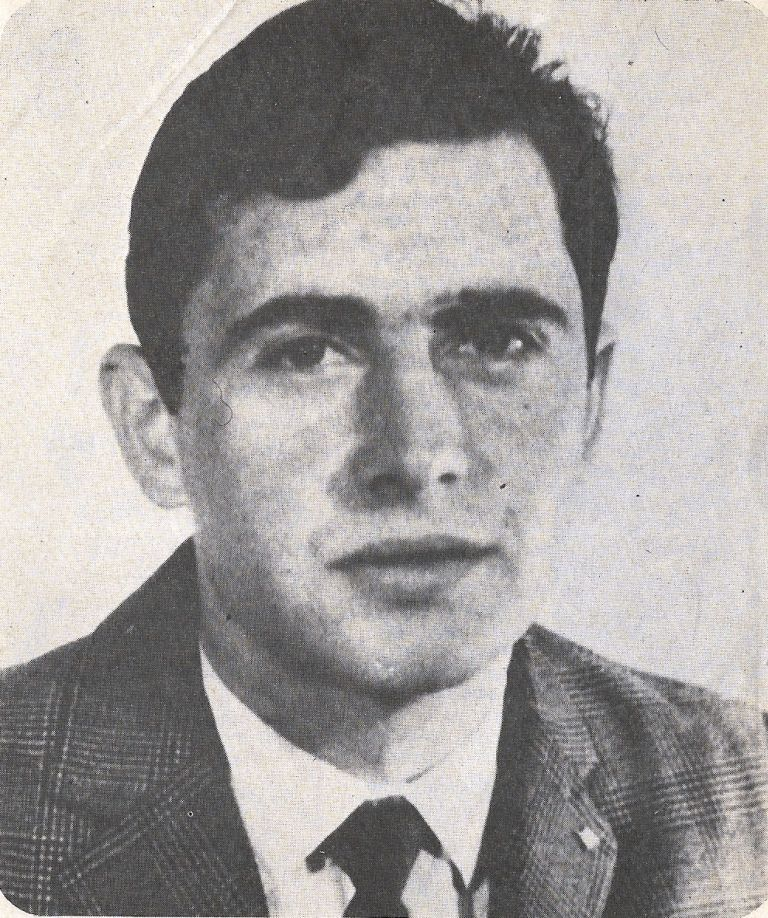
Jean-Pierre Thévenin

L'affaire Thévenin est une affaire criminelle française qui s'est déroulée en 1968 à Chambéry (Savoie).

## Historique
Le dimanche 15 décembre 1968, Jean-Pierre Thévenin, ouvrier soudeur âgé de 24 ans originaire de Marseille, est retrouvé mort dans une cellule du commissariat de Chambéry. Les policiers affirment qu'il s'est suicidé. Arrêté avec un camarade en état d'ivresse dans un café de la ville, il avait été conduit à 18 heures 30 dans une cellule de sûreté au sous-sol du commissariat et il est trouvé à 23 heures, la tête encastrée dans la lucarne d'aération de sa cellule, les jambes pendant dans le vide. Son corps était encore chaud. Transporté au service des urgences de l'hôpital de Chambéry, il ne peut être ranimé.
L'interne de service constate une « semi-rigidité cadavérique », indiquant que la mort remonte à environ une heure et refuse de délivrer le permis d'inhumer. C'est un médecin-légiste d'Albertville qui signe un certificat concluant à une mort naturelle par « hémorragie intra-pulmonaire » due à « un malaise progressif et rapidement fatal ».
Les parents de Jean-Pierre Thévenin n'acceptent pas cette version. Ils portent plainte pour coups et blessures ayant entraîné la mort sans intention de la donner. Ils sont assistés par Me Raymond Filippi, bâtonnier de l'ordre des avocats d'Aix-en-Provence. La Ligue des droits de l'homme leur apporte son soutien sur le plan local et national.
Une autopsie du corps de Jean-Pierre Thévenin est pratiquée, mais ne permet pas de déterminer les causes exactes de la mort.
Le juge d'instruction de Chambéry rend une ordonnance de non-lieu. Pour lui, Jean-Pierre Thévenin s'est suicidé. La cour d'appel, puis la Cour de cassation, le 5 janvier 1973, confirment ce non-lieu.

## Incidences politiques et médiatiques
Dans la période de l'après-mai 68, l'affaire Thévenin devient très rapidement l'un des symboles des violences policières. Des manifestations ont lieu à Chambéry, Lyon, Marseille, Aix-en-Provence. Des meetings sont organisés dans ces villes et à Paris, le 18 mai 1972, dans la grande salle de la Mutualité où Mme Thévenin prend la parole. Plusieurs comités « Vérité et justice pour Jean-Pierre Thévenin » sont créés. Les médias rendent compte de ces différentes actions.
En février 1971, le livre Les Dossiers noirs de la police française de Denis Langlois consacre 32 pages à cette affaire. Le ministre de l'Intérieur, Raymond Marcellin, réagit et porte plainte pour « diffamation envers la police » contre l'auteur du livre et son éditeur, les éditions du Seuil. Au terme d'un procès-marathon où plaident pour eux Me Raymond Filippi et Me Georges Kiejman, ils sont relaxés pour le récit de l'affaire Thévenin. Cette décision est perçue comme un échec grave du Ministre, d'autant plus que la justice a également relaxé le directeur du journal Rouge et l'auteur d'un tract du Secours rouge qui avaient dénoncé les agissements des policiers de Chambéry.
De nombreuses personnalités s'impliquent dans cette affaire, dont le philosophe Michel Foucault et l'historien Pierre Vidal-Naquet, qui dénoncent les méthodes policières.
En janvier 1973, un réalisateur de cinéma, Alain Brunet, présente à la Commission d'avance sur recettes un projet de film intitulé L'Impunité qui s'inspire directement de l'affaire Thévenin. La Commission lui octroie une avance de 300 000 francs. Mais, pour la première fois depuis la création de la Commission, le ministre de Affaires culturelles décide de ne pas donner suite à cet avis favorable, ce qui entraîne la démission de trois membres de la Commission : Michel Polac, Maurice Pons et Régis Henrion. En dépit des protestations, le film ne sera jamais tourné.

## Livres et pièces de théâtre
- Denis Langlois, Les Dossiers noirs de la police française, Paris, Le Seuil, 1971 (une édition de poche de ce livre, parue en 1973, comporte un supplément qui parle du procès concernant les passages consacrés à l'Affaire Thévenin)
- Jean Kergrist, Massacre à Chambéry : l'affaire Thévenin, Paris, éditions P.J. Oswald, 1973[8].
- Alain Scoff, J'ai confiance en la justice de mon pays, pièce créée en septembre 1973 au théâtre Mouffetard (Paris[9])  éditions P..J. Oswald, 1975[10].